# Brian Desmond Hurst
Brian Desmond Hurst, född 12 februari 1895 i Belfast, Nordirland, död 26 september 1986 i London, var en brittisk filmregissör och filmproducent.

## Regi i urval
- 1939 – Natten när det brann
- 1939 – The Lion Has Wings
- 1946 – Hjältarna vid Arnhem
- 1947 – Hungry Hill
- 1948 – Hertiginnan dansar
- 1949 – Trottie True
- 1951 – Andarnas natt
- 1953 – Vingar över Malta
- 1958 – Rivaler i vitt